# 田中泰子
田中 泰子（たなか やすこ、1938年-　）は、ロシア児童文学の翻訳家、大阪外国語大学名誉教授。

## 人物・略歴
高杉一郎の長女として東京に生まれる。旧姓・小川。妹に佐野朝子、中川素子。静岡県立静岡高等学校卒業。モスクワ民族友好大学卒。大阪外国語大学助教授、教授。2002年定年退官、名誉教授。ロシア文化研究会「カスチョール」代表。専門はロシア児童文学。

## 著書
- 『「おおきなかぶ」のおはなし 文学教育の視点から』東洋書店 ユーラシア・ブックレット 2008

### 監修
- 『ロシア』監修 カスチョールの会共著 こどもくらぶ編 偕成社 きみにもできる国際交流 2001

### 翻訳
- A.トルストイ, M.ブラートフ（ロシア語版）文『まほうの馬 ロシアのたのしいお話』高杉一郎共訳 E.ラチョフ絵 岩波書店 1964
- ユーリー・カルロヴィッチ・オレーシャ『三人ふとっちょ』赤坂三好絵 学習研究社 1970
- ニコラーイ・ノーソフ（ロシア語版、英語版）『ビーチャと学校友だち』小林与志画 学習研究社 1976
- アー・エヌ・カラリコーヴァ（ロシア語版）『ロシアの昔話』三弥井書店 世界民間文芸叢書 1976
- エヌ・カチェルギーン, ヴェー・カナシェーヴィッチ（ロシア語版、英語版）絵『空とぶ船』ほるぷ出版 世界むかし話 1979
- エヌ・カルパコーヴァ作 タチャーナ・マーヴリナ絵『回転木馬』ほるぷ出版 1984
- 『うるわしのワシリーサ ロシア昔話から』イヴァン・ビリービン絵 ほるぷ出版 1986
- アレクセイ・N.トルストイ『ニキータ物語』理論社 1986
- エヌ・カチェルギーン,ヴェー・カナシェーヴィッチ絵『世界むかし話 [8] ロシア』ほるぷ出版 1988
- 『美しいお姫さまとかしこい大臣 カザフ(ソビエト)の民話』ハセン・S.アバーエフ絵 ほるぷ出版 1989
- 『ソビエトのむかし話 イワンのでたらめ話/ほか』編訳 偕成社 大人と子どものための世界のむかし話 1991
- T.マーヴリナ絵 Yu.コヴァーリ（ロシア語版、英語版）文『ゆき』ブック・グローヴ社 1995
- T.マーヴリナ絵 Yu.コヴァーリ文『ちょうちょ』ブックグローブ社 1999
- ガリーナ・ショスタコーヴィチ（英語版）,マキシム・ショスタコーヴィチ語り ミハイル・アールドフ編『わが父ショスタコーヴィチ 初めて語られる大作曲家の素顔』監修 カスチョールの会訳 音楽之友社 2003

## 受章
- 2012年 ロシア国家賞 プーシキン・メダル[3]